# Single numer jeden w roku 2005 (USA)

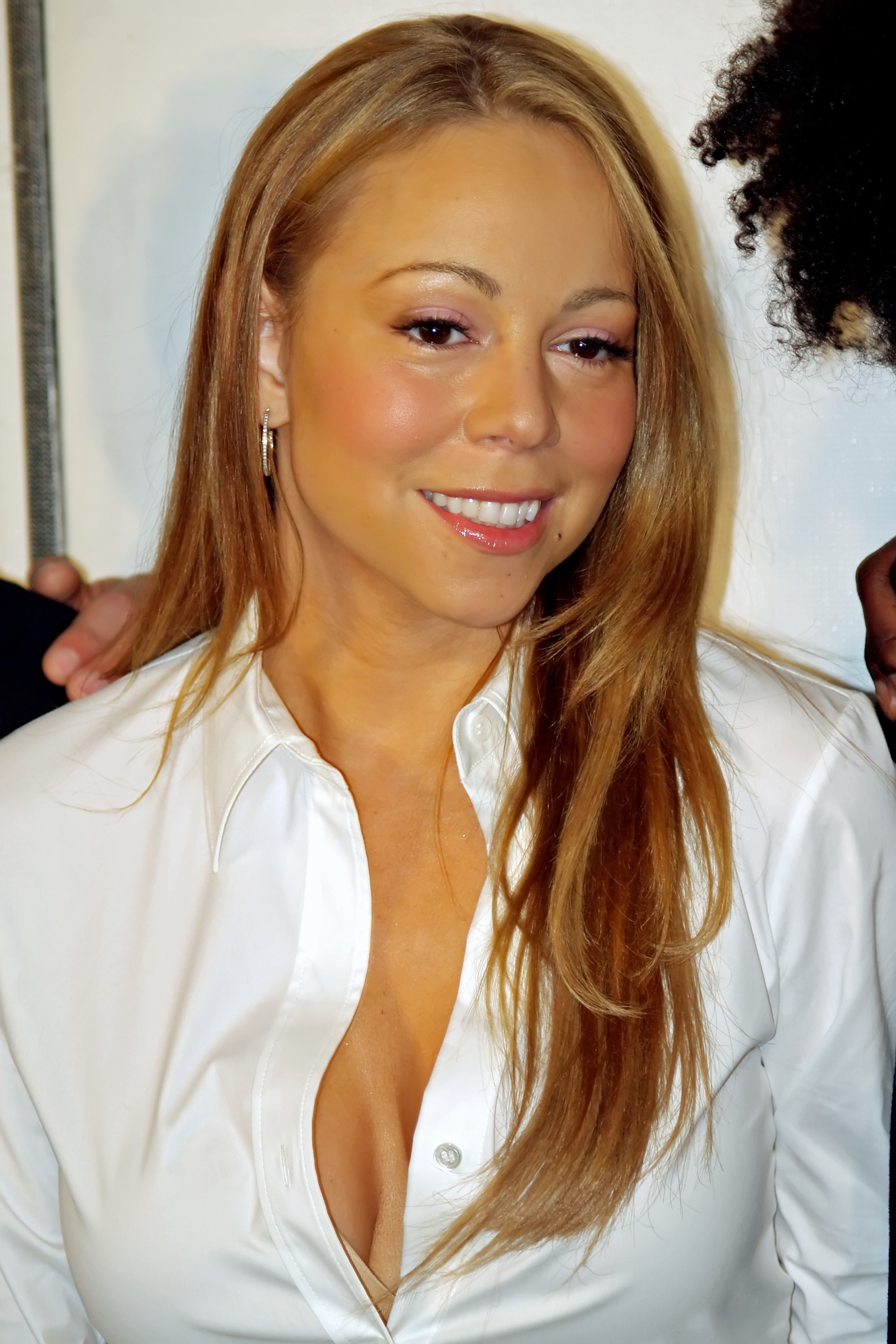
Singel "We Belong Together" Mariah Carey był najdłużej utrzymującym się na szczycie singlem 2005 roku, pozostając na miejscu 1. przez czternaście nieprzerwanych tygodni.

Notowanie Billboard Hot 100 przedstawia najlepiej sprzedające się single w Stanach Zjednoczonych. Publikowane jest ono przez magazyn Billboard, a dane kompletowane są przez Nielsen SoundScan w oparciu o cotygodniowe wyniki sprzedaży cyfrowej oraz fizycznej singli, a także częstotliwość emitowania piosenek na antenach stacji radiowych. W 2005 roku 8 singli uplasowało się na szczycie notowania w 53 wydaniach magazynu.
W 2005 roku pięciu artystów po raz pierwszy w karierze uplasowało się na szczycie Billboard Hot 100: Chris Brown, Mario, Olivia, Gwen Stefani i Carrie Underwood. Kanye West zajął 1. miejsce notowania jako solowy artysta z "Gold Digger"; w 2004 roku uplasował się na szczycie z piosenką "Slow Jamz" rapera Twista, w której się gościnnie pojawił. Na czele listy znalazły się również debiutanckie single Browna i Underwood.
"We Belong Together" Mariah Carey był najdłużej utrzymującym się na szczycie singlem 2005 roku, a także dekady, bowiem piosenka pozostawała na miejscu 1. przez czternaście tygodni. Utwór jest również drugim w historii Hot 100 pod względem tygodni spędzonych na szczycie, a wyprzedza go inny singel Carey nagrany z Boyz II Men "One Sweet Day", który był na czele zestawienia przez szesnaście tygodni. Drugim co do ilości tygodni na 1. pozycji w 2005 roku był "Gold Digger" Westa z dziesięcioma. Po dziewięć tygodni na liście spędziły "Let Me Love You" Mario oraz "Candy Shop" 50 Centa.
Carey była jedyną artystką w 2005 roku, której dwa single uplasowały się na szczycie Billboard Hot 100. "Don't Forget About Us" zajął 1. miejsce w ostatnim tygodniu roku, stając się tym samym siedemnastym hitem numer jeden w twórczości artystki. Awansowała ona tym samym na drugie miejsce i zremisowała z Elvisem Presleyem na liście artystów z największą liczbą singli na czele notowania. "We Belong Together" był najpopularniejszym utworem roku i umieszczony został na czele listy Top Hot 100 Hits of 2005, podsumowującej cały rok w muzyce. Było to pierwsze wyróżnienie tego typu w karierze piosenkarki.

## Historia notowania

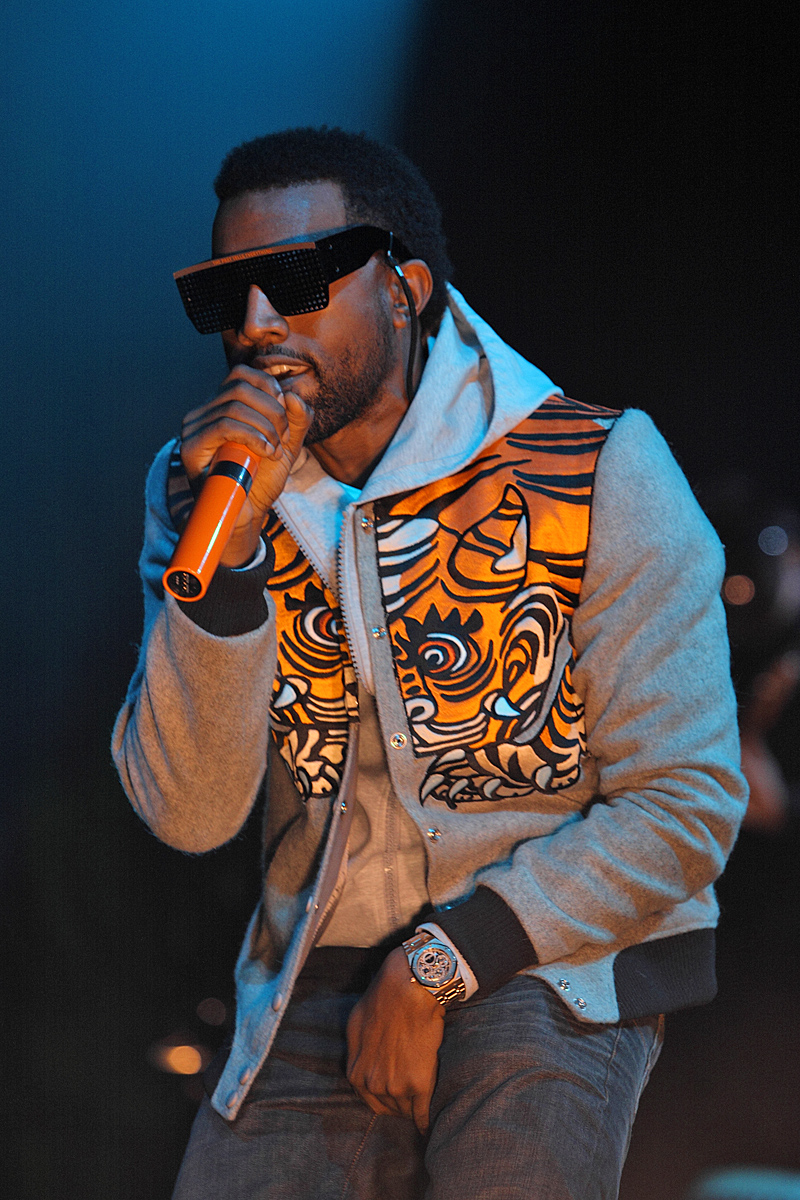
Piosenka Kanye Westa "Gold Digger" spędziła dziesięć tygodni na szczycie listy, stając się drugą co do ich liczby w 2005 roku.

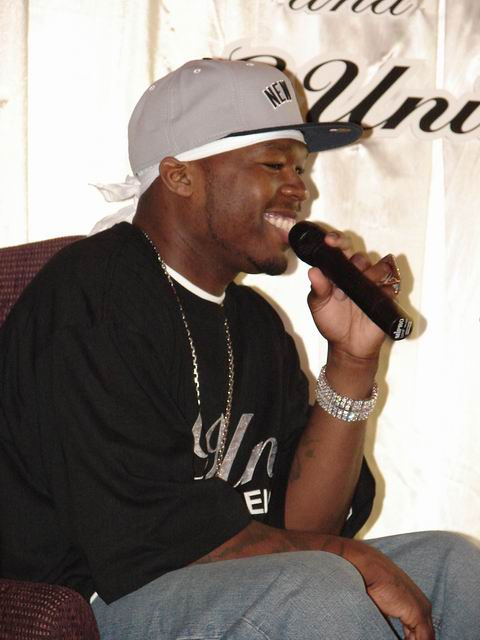
"Candy Shop" rapera 50 Centa pozostawała na szczycie notowania przez dziewięć tygodni.

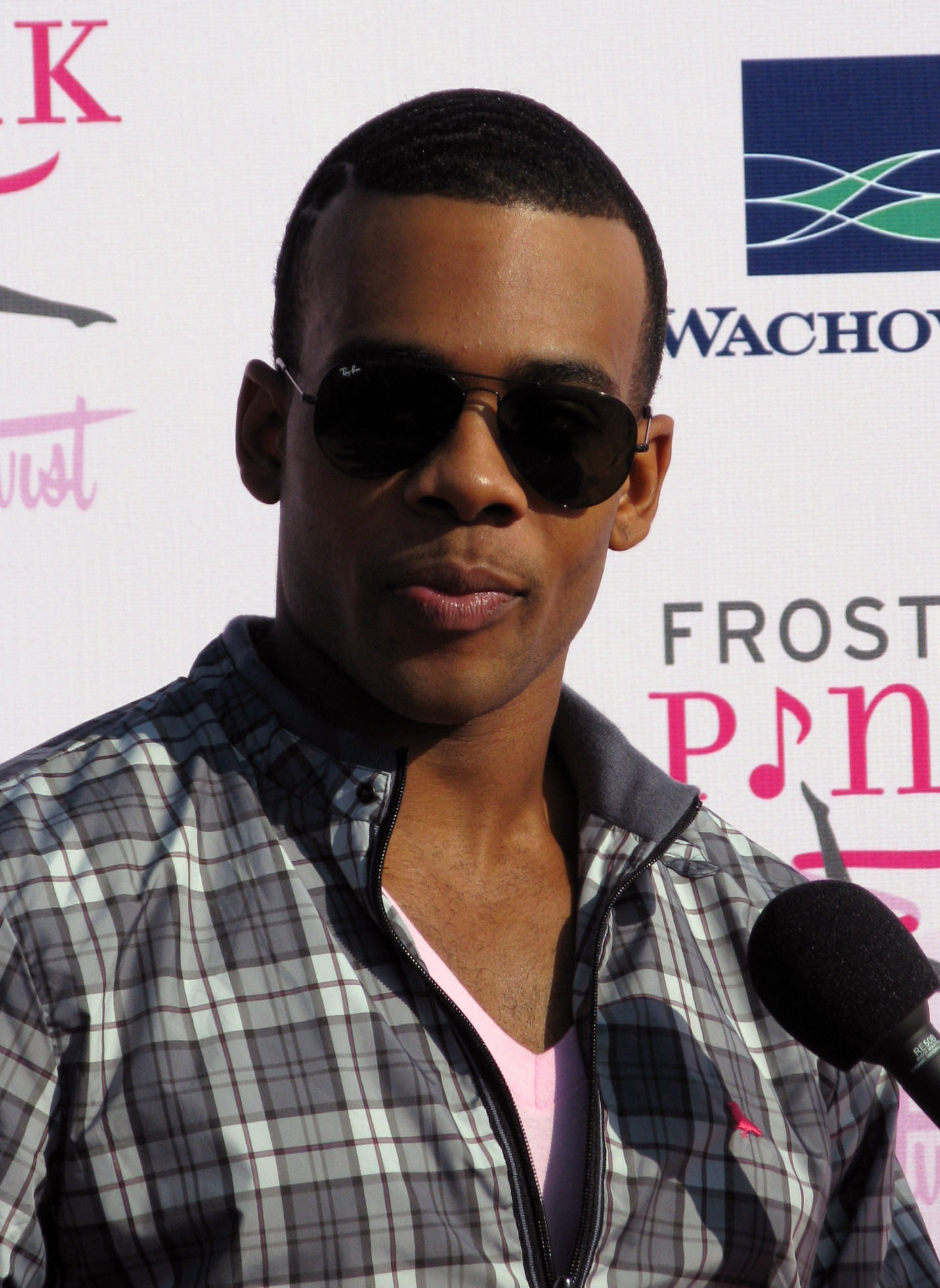
Mario nagrał swój pierwszy singel numer jeden, "Let Me Love You", który na 1. miejscu spędził dziewięć tygodni.

| Data publikacji | Piosenka                | Artysta                         | Źródła |
| --------------- | ----------------------- | ------------------------------- | ------ |
| 1 stycznia      | "Let Me Love You"       | Mario                           | [ 8 ]  |
| 8 stycznia      | "Let Me Love You"       | Mario                           | [ 9 ]  |
| 15 stycznia     | "Let Me Love You"       | Mario                           | [ 10 ] |
| 22 stycznia     | "Let Me Love You"       | Mario                           | [ 11 ] |
| 29 stycznia     | "Let Me Love You"       | Mario                           | [ 12 ] |
| 5 lutego        | "Let Me Love You"       | Mario                           | [ 13 ] |
| 12 lutego       | "Let Me Love You"       | Mario                           | [ 14 ] |
| 19 lutego       | "Let Me Love You"       | Mario                           | [ 15 ] |
| 26 lutego       | "Let Me Love You"       | Mario                           | [ 16 ] |
| 5 marca         | "Candy Shop"            | 50 Cent featuring Olivia        | [ 17 ] |
| 12 marca        | "Candy Shop"            | 50 Cent featuring Olivia        | [ 18 ] |
| 19 marca        | "Candy Shop"            | 50 Cent featuring Olivia        | [ 19 ] |
| 26 marca        | "Candy Shop"            | 50 Cent featuring Olivia        | [ 20 ] |
| 2 kwietnia      | "Candy Shop"            | 50 Cent featuring Olivia        | [ 21 ] |
| 9 kwietnia      | "Candy Shop"            | 50 Cent featuring Olivia        | [ 22 ] |
| 16 kwietnia     | "Candy Shop"            | 50 Cent featuring Olivia        | [ 23 ] |
| 23 kwietnia     | "Candy Shop"            | 50 Cent featuring Olivia        | [ 24 ] |
| 30 kwietnia     | "Candy Shop"            | 50 Cent featuring Olivia        | [ 25 ] |
| 7 maja          | "Hollaback Girl"        | Gwen Stefani                    | [ 26 ] |
| 14 maja         | "Hollaback Girl"        | Gwen Stefani                    | [ 27 ] |
| 21 maja         | "Hollaback Girl"        | Gwen Stefani                    | [ 28 ] |
| 28 maja         | "Hollaback Girl"        | Gwen Stefani                    | [ 29 ] |
| 4 czerwca       | "We Belong Together"    | Mariah Carey                    | [ 30 ] |
| 11 czerwca      | "We Belong Together"    | Mariah Carey                    | [ 31 ] |
| 18 czerwca      | "We Belong Together"    | Mariah Carey                    | [ 32 ] |
| 25 czerwca      | "We Belong Together"    | Mariah Carey                    | [ 33 ] |
| 2 lipca         | "Inside Your Heaven"    | Carrie Underwood                | [ 34 ] |
| 9 lipca         | "We Belong Together"    | Mariah Carey                    | [ 35 ] |
| 16 lipca        | "We Belong Together"    | Mariah Carey                    | [ 36 ] |
| 23 lipca        | "We Belong Together"    | Mariah Carey                    | [ 37 ] |
| 30 lipca        | "We Belong Together"    | Mariah Carey                    | [ 38 ] |
| 6 sierpnia      | "We Belong Together"    | Mariah Carey                    | [ 39 ] |
| 13 sierpnia     | "We Belong Together"    | Mariah Carey                    | [ 40 ] |
| 20 sierpnia     | "We Belong Together"    | Mariah Carey                    | [ 41 ] |
| 27 sierpnia     | "We Belong Together"    | Mariah Carey                    | [ 42 ] |
| 3 września      | "We Belong Together"    | Mariah Carey                    | [ 43 ] |
| 10 września     | "We Belong Together"    | Mariah Carey                    | [ 44 ] |
| 17 września     | "Gold Digger"           | Kanye West featuring Jamie Foxx | [ 45 ] |
| 24 września     | "Gold Digger"           | Kanye West featuring Jamie Foxx | [ 46 ] |
| 1 października  | "Gold Digger"           | Kanye West featuring Jamie Foxx | [ 47 ] |
| 8 października  | "Gold Digger"           | Kanye West featuring Jamie Foxx | [ 48 ] |
| 15 października | "Gold Digger"           | Kanye West featuring Jamie Foxx | [ 49 ] |
| 22 października | "Gold Digger"           | Kanye West featuring Jamie Foxx | [ 50 ] |
| 29 października | "Gold Digger"           | Kanye West featuring Jamie Foxx | [ 51 ] |
| 5 listopada     | "Gold Digger"           | Kanye West featuring Jamie Foxx | [ 52 ] |
| 12 listopada    | "Gold Digger"           | Kanye West featuring Jamie Foxx | [ 53 ] |
| 19 listopada    | "Gold Digger"           | Kanye West featuring Jamie Foxx | [ 54 ] |
| 26 listopada    | "Run It!"               | Chris Brown                     | [ 55 ] |
| 3 grudnia       | "Run It!"               | Chris Brown                     | [ 56 ] |
| 10 grudnia      | "Run It!"               | Chris Brown                     | [ 57 ] |
| 17 grudnia      | "Run It!"               | Chris Brown                     | [ 58 ] |
| 24 grudnia      | "Run It!"               | Chris Brown                     | [ 59 ] |
| 31 grudnia      | "Don't Forget About Us" | Mariah Carey                    | [ 60 ] |